# 一号機雷
一号機雷（いちごうきらい）とは、大日本帝国海軍が開発した浮遊機雷である。

## 概要
形状は平たい楕円形で厚みが50cm、幅は125cmだった。この機雷は日露戦争時には完成している。浮遊式機雷は繋維式機雷と異なり、深海でも使用可能である。
使用方法は、軽巡洋艦や駆逐艦に搭載し、敵艦隊の予想進路上に事前に敷設するものである。一号機雷は6個がワイヤーで連結され、機雷と機雷の間隔は100mである。一定時間、一説には1時間で発火機構に組み込まれた砂糖が海水によって溶け、信管を作動不能とし、もう一つの安全措置として12時間後には自動的に沈没する構造となっていた。
実戦投入されたことはないという資料もあるが、極秘資料として編纂された戦史（明治三十七八年海海戦史）によれば日本海海戦で使用されている。しかし秘密兵器とするためにその使用は公表されず、公刊された戦史からは存在を抹消された。

## 訓練と評価
大正11年（1922年）に提出された書類では一号機雷の敷設、および実効性についての評価が記載されている。
第3戦隊、木曾・大井・球磨・多摩が8月17日、天龍と第二十六駆逐隊（柿・楡・栗・栂）および第十五駆逐隊（萩・蔦・薄）が9月18日に一号機雷の敷設訓練を実施した。一号機雷の構造は非常に簡単であり、第1回の訓練では機雷1個の装備に2時間程度を要したが第2回の訓練では1時間から30分程度に短縮されるなど、単に数回の訓練で習熟が可能だった。投下作業は容易だった。
木曾型軽巡洋艦（球磨型軽巡洋艦）を使用し、13.5ノットまた24ノットで8個連繋の敷設線に侵入、ケーブルは全て艦底を滑走した。低速ではビルジキールにわずかにかかったものの、推進器翼にかかることはなかった。またケーブルがすぐに外れるため、機雷が舷側にまで充分接近することはなかった。敷設線は一字状からV字状へと変化するが、ケーブルが2、3秒で外れるために舷側まで機雷が到達しなかった。
所見では「一号機雷は木曾型軽巡洋艦に対しては機雷に近接して拘束されたる場合の外その効果甚だ疑わしきものありと認む」と評価されている。
風潮が比較的大きい場合、敷設線は30分後に15％、1時間後に20％縮小した。また敷設線と風潮力が交角する場合はS字型などに湾曲した。湾曲は風力より潮力に大きく依存する。波が鋸歯状になるほど波浪が大きい場合、潮力がなくても縮小が大きい。敷設線各部が潮力を均一に受ける場合には短縮や屈曲が小さいが、そうでない場合には大きかった。風潮に対する敷設線の偏流量はほぼ考慮するほどのものではなかった。敷設に際しては煙幕利用が効果あるものとされた。一号機雷の機雷原は視認が困難で、300m程度でなければ視認はできなかった。気球等によっても500m以上では視認は困難である。
一号機雷の敷設方法の改善案として、以下が実施の上で提案されている。
人字状に航跡を描き、敵の進行方向上に敷設線を構築する。逐次敷設では、まず2隊からなる敷設部隊を用意し、敵正面から縦隊で進入する。1隊が人字の右方向へ、もう1部隊は左方向へ分かれる。各艦は航路上に機雷を敷設、敵正面の直角方向へと転舵して敷設完了する。最終的に、ハの字の頂部が閉じられた機雷原ができる。
一斉敷設では、まず2隊からなる敷設部隊を用意し、敵の予想進路上に進入する。1隊が人字の右方向へ、もう1部隊は左方向へ分かれる。この後各艦が敵正面の直角方向へと転舵しつつ、同時に機雷を敷設していく。最終的に、敵の進行方向に対して水平の敷設線を持つハの字状の機雷原が作られる。

## 搭載艦艇
天龍型、球磨型の軽巡洋艦は機雷庫を持ち、一号機雷を搭載した。神風型・睦月型駆逐艦も艦尾に16個を搭載した。